# Kintarō Hattori
Kintarō Hattori (服部金太郎, Hattori Kintarō), né le 21 novembre 1860 à Edo et mort le 1er mars 1934 , est un horloger et bijoutier japonais.

## Biographie
Kintarō Hattori nait à Tokyo (alors appelé Edo) en 1860 au sein d’une famille de marchands. En 1874, à l’âge de 13 ans, il prend pour objectif de créer sa propre entreprise d'horlogerie. Il se dit en effet que, puisque des trains circulent désormais à Tokyo, les gens auront de plus en plus besoin d'avoir une appréhension précise du temps.
En 1877, Kintarō Hattori ouvre à Kyōbashi un atelier de réparation de montres. Avec le succès obtenu, il fonde en 1881 la firme de montres Seiko,,.